# Esme mudiensis
Esme mudiensis – gatunek ważki z rodziny pióronogowatych (Platycnemididae). Endemit Ghatów Zachodnich w południowych Indiach; stwierdzony w stanach Tamilnadu i Kerala.